# 구로키 겐고
구로키 겐고(일본어: 黒木 謙吾, 1999년 7월 6일~)는 일본의 축구 선수이다.

## 구단 경력
그는 2022년 J2리그의 츠바이겐 가나자와에 입단했다. 2023년 8월 J3리그의 FC 오사카로 이적했다. 2024년 테게바자로 미야자키로 이적했다.